# Alexander Baumann (Dichter)

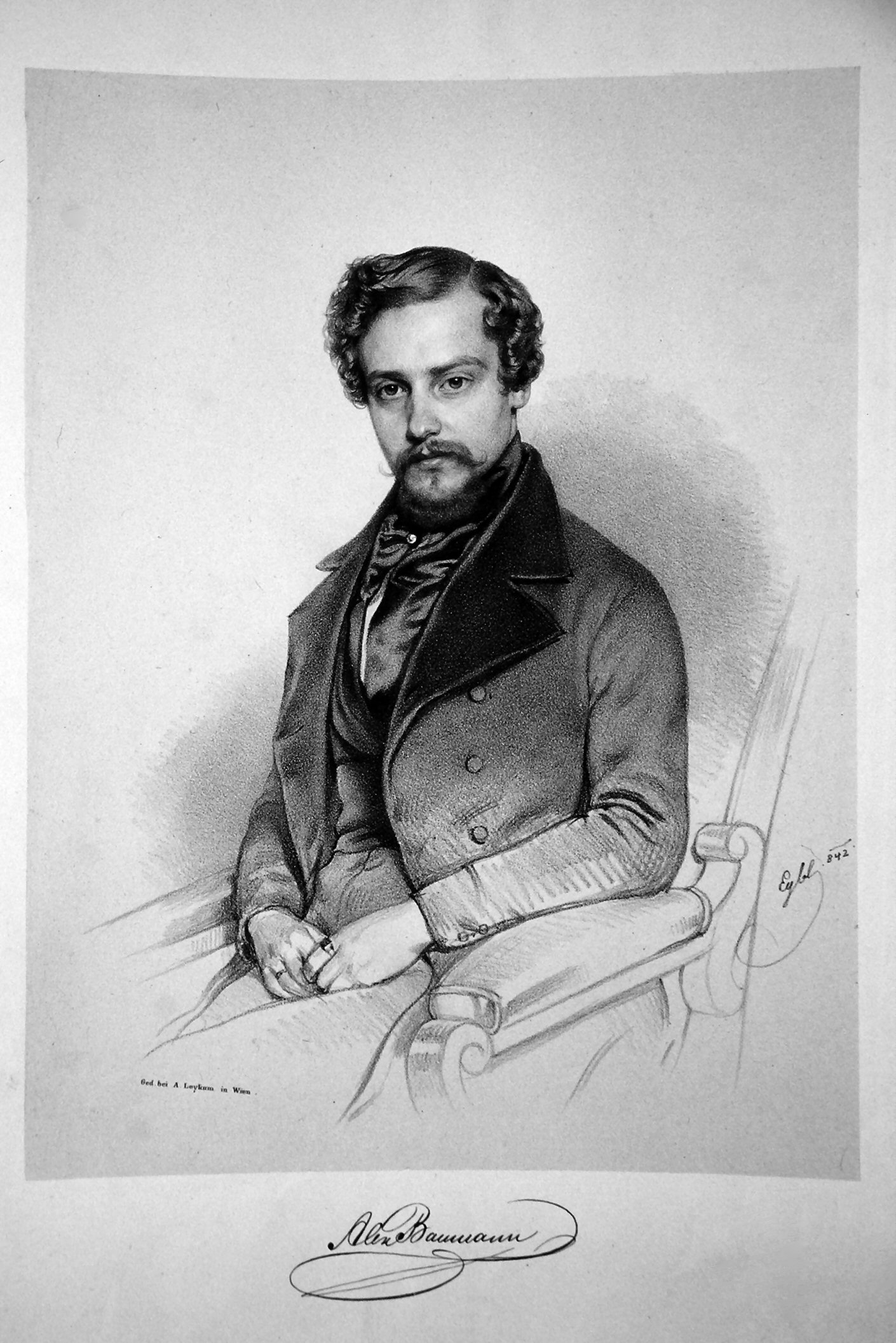
Alexander Baumann, Lithographie von Franz Eybl, 1842

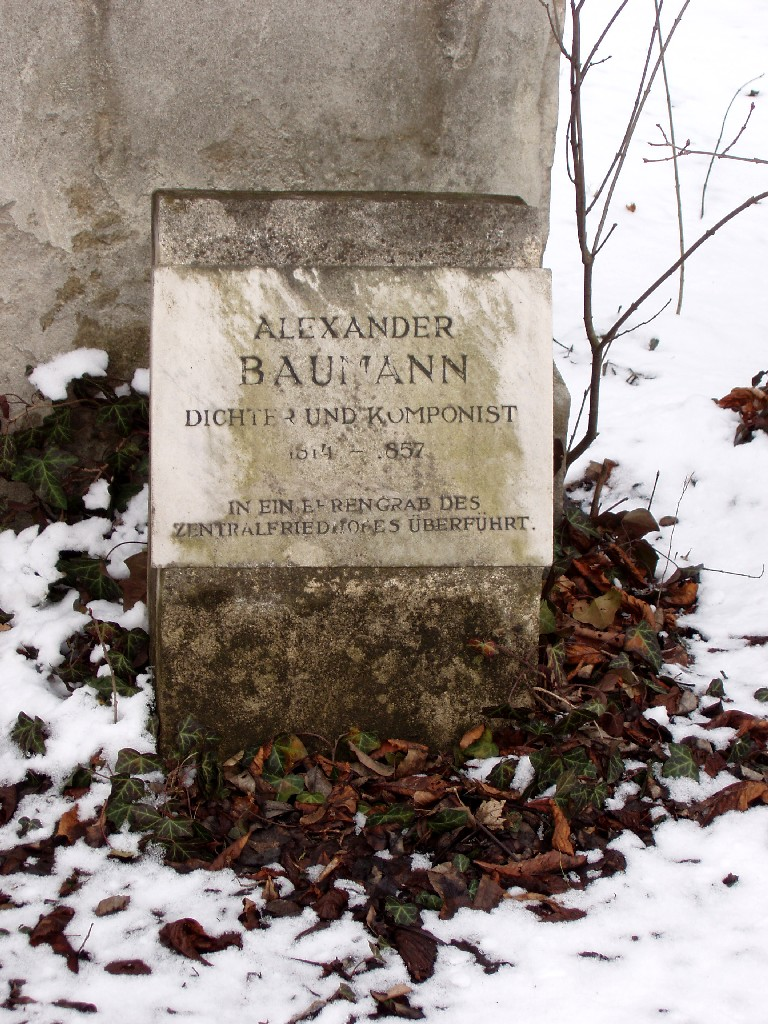
Baumanns ursprüngliches Grab auf dem Sankt Marxer Friedhof

Alexander Moritz Baumann (* 7. Februar 1814 in Wien; † 25. Dezember 1857 in Graz) war ein österreichischer Dramatiker, Singspiel-Librettist und Komponist. Baumann war seit 1856 Archivsoffizial des österreichischen Reichsrats. Als Dichter hatte er sich zuerst durch Lieder und Romanzen in niederösterreichischer Mundart bekannt gemacht.

## Leben und Werk
Er besuchte nach einiger Zeit bei den Schotten das Stiftsgymnasium Melk, das er jedoch aufgrund schlechter Leistungen („wegen Unfleißes“) wieder verlassen musste.
Dann lieferte er eine Anzahl Lustspiele (zum Teil gesammelt in Beiträge für das deutsche Theater, Wien 1849), welche sich durch glücklich erfundene Situationen auszeichneten, z. B.:
- Die beiden Ärzte (Erstaufführung 1840),[3]
- Die unnötigen Intriguen,
- Liebschaftsbriefe,
- Er darf nicht fort etc.[4]

und er gab auch Singspiele aus den österreichischen Bergen im Volksdialekt, Wien 1850, heraus, darunter die beliebten Stücke:
- Das Versprechen hinterm Herd[6] (als erfolgreichstes Bühnenwerk) und
- Der Freiherr als Wildschütz (EA 1849),[7] worin die Berliner Überbildung der österreichischen Gutmütigkeit entgegengesetzt wird.

Spätere Veröffentlichungen von ihm sind:
- Ehrenbuschn für d’österreicher Armee in Italien, z’sambrockt in 102 Schnadahipfln für seini liabn tapfern Landsleit, Wien 1849,[8] und
- Aus der Heimath: Lieder und Gedichte in der österreichischen Volksmundart, Berlin 1857.[9]

Baumann verfasste auch eine Reihe von Liedern in österreichischer Mundart, die unter dem Titel Gebirgs-Bleamln ab 1842 in mehreren Heften bei Anton Diabelli verlegt wurden. Obwohl Baumann des Notenlesens und -schreibens unkundig war, verfasste er auch die Melodien zu den meisten dieser Lieder. Eines der Lieder aus dieser Sammlung mit dem Titel ’s is anderscht wurde später von Johannes Brahms als Grundlage für die Klavierbegleitung seines Wiegenlieds „Guten Abend, gut’ Nacht“ op. 49,4 verwendet.
Alexander Baumann war ursprünglich auf dem Sankt Marxer Friedhof bestattet; am 27. November 1909 wurde auf dem Wiener Zentralfriedhof von Bürgermeister Karl Lueger am neugeschaffenen Ehrengrab Gruppe 0, Reihe 1, Nummer 56 Baumanns ein Denkmal enthüllt.

## Hörspiele
Von dem Singspiel Das Versprechen hinterm Herd sind bei der ARD-Hörspieldatenbank aus den Jahren 1925 bis 1926 zehn Produktionen gelistet:
- 1925: Produzent: Südwestdeutscher Rundfunkdienst AG (Frankfurt am Main) – Regie: Nicht angegeben
- 1925: Produzent: Deutsche Stunde in Bayern GmbH (München) – Regie: Albert Spenger
- 1925: Produzent: ORAG (Königsberg) – Regie: Nicht angegeben (3 Live-Sendungen)
- 1925: Produzent: Schlesische Funkstunde AG (Breslau) – Regie: N. N.
- 1926: Produzent: NORAG (Hamburg) – Regie: Hans Böttcher, u. a. mit Karl Pündter und Hans Freundt
- 1926: Produzent: Süddeutsche Rundfunk AG – SÜRAG (Stuttgart) – Regie und Sprecher: Carl Struve
- 1926: Produzent: Schlesische Funkstunde AG (Breslau) – Regie und Sprecher: Viktor Heinz Fuchs (2 Live-Sendungen)

## Literatur

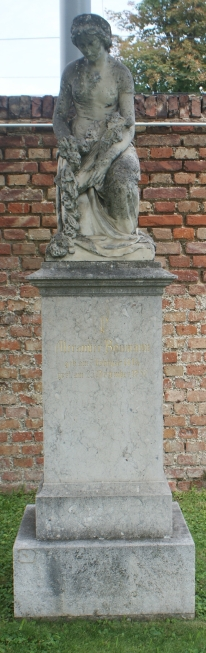
Jetzige Grabstätte auf dem Wiener Zentralfriedhof